# Heike Makatsch
Heike Makatsch (ur. 13 sierpnia 1971 w Düsseldorfie) – niemiecka piosenkarka, prezenterka telewizyjna, scenarzystka i aktorka.

## Filmografia
- od 2016: serial Miejsce Zbrodni
- 2009: Hilde jako Hildegard Knef
- 2008: Die Tür jako Gia
- 2007: Schwesterherz jako Anna
- 2007: Rewolucja pani Ratcliffe (Mrs. Ratcliffe's Revolution) jako Frau Unger
- 2006: Hui Buh jako Gräfin Leonora zu Etepetete
- 2005: Tara Road jako Bernadette
- 2005: Prawie jak w niebie (Almost Heaven) jako Helen Schuster
- 2005: I uderzył grom (A Sound of Thunder) jako Alicia Wallenbeck
- 2005: Bez piosenek o miłości (Keine Lieder über Liebe) jako Ellen
- 2005: Margarete Steiff jako Margarete Steiff
- 2004: Lively Up Yourself jako Helen
- 2004: Say Sorry
- 2004: Familie auf Bestellung jako Eva
- 2003: Anatomia 2 (Anatomie 2) jako Viktoria
- 2003: Europe 99euro-films2 jako (segment "Ich hab Musik dabei")
- 2003: A Weekend with Eva
- 2003: Confused
- 2003: To właśnie miłość (Love Actually) jako Mia
- 2003: Światło w ciemności (Das Wunder von Lengede) jako Renate Reger
- 2002: Nadzy (Nackt) jako Emilia
- 2002: Nachts im Park jako Katharina Lumis
- 2002: Resident Evil jako doktor Lisa Addison
- 2001: Podła robota (Ein Göttlicher Job) jako Katinka Sirena
- 2001: Zakupy nocą (Late Night Shopping) jako Madeline Zozzocolovich
- 2000: The Announcement jako Rumour
- 2000: Zamek Gripsholm (Gripsholm) jako Księżniczka
- 2000: Długość geograficzna (Longitude) jako Królowa Charlotte
- 1999: Die Häupter meiner Lieben jako Maja
- 1999: Aimee i Jaguar (Aimée & Jaguar) jako Klärchen
- 1998: Czy jestem piękna? (Bin ich schön?) jako Vera
- 1998: Kochaj swą sąsiadkę! (Liebe deine Nachste!) jako Isolde
- 1997: Obsession jako Miriam Auerbach
- 1996: Tylko mi ciebie brak (Männerpension) jako Maren Krummsieg